# برونوو (ماهابو)
برونوو (به لاتین: Beronono) یک منطقهٔ مسکونی در ماداگاسکار است که در مهابو واقع شده‌است. برونوو ۵٬۰۰۰ نفر جمعیت دارد و ۳۱۰ متر بالاتر از سطح دریا واقع شده‌است.